# 大棘杜父魚
大棘杜父魚，為輻鰭魚綱鮋形目杜父魚亞目杜父魚科的其中一種。分布於日本與俄羅斯遠東地區，棲息在河川中上游流域，為底棲性魚類，體長可達15公分。

## 擴展閱讀
維基物種上的相關：大棘杜父魚